# La jove Jane Austen
La jove Jane Austen (títol original en anglès: Becoming Jane) és una pel·lícula dirigida per Julian Jarrold el 2007 i doblada al català aquell mateix any.
Inspirada en la vida de la famosa escriptora britànica Jane Austen i la seva possible relació amb Thomas Langlois Lefroy, la pel·lícula es basa en esdeveniments reals que van ser recollits en el llibre Becoming Jane Austen de Jon Spence, l'assessor històric de l'equip cinematogràfic. De fet, ja abans de Spence, altres biògrafs com Radovici (1995) o Tomalin (2000) també havien defensat una relació entre Jane Austen i Tom Lefroy.
L'actriu Anne Hathaway va ser l'encarregada de donar forma al personatge de Jane Austen, mentre que el paper de Thomas Lefroy va ser interpretat per l'actor escocès, James McAvoy. Maggie Smith també apareix a la pel·lícula que va ser produïda gràcies a la cooperació de diverses companyies, entre les quals s'inclouen la BBC i l'Irish Film Board.

## Argument
Any 1795: Jane Austen (Anne Hathaway) és la filla menor del Reverend Austen i la seva dona i, per tal d'assegurar-se una bona posició social, ha de trobar aviat un marit adequat. Però, ella desitja ser escriptora, davant el menyspreu de la seva mare i l'orgull del seu pare. Rebutja els intents d'aproximació de la majoria dels homes, inclòs el nebot de Lady Gresham (Maggie Smith), el Sr. Wisley. De fet, Wisley liarriba a proposar matrimoni, però Jane s'hi nega responent-lo fredament. No és fins que apareix el vividor de Thomas Lefroy (qui inspirarà posteriorment a l'escriptora a l'hora de crear el personatge del Sr.Darcy a Orgull i prejudici), un futur advocat amb bona reputació, que Jane comença a prendre's seriosament la idea del matrimoni. Després d'una mala primera impressió, Jane no suporta a l'arrogant advocat londinenc. Però, a poc a poc es van coneixent i acaben enamorant-se. Així, en Tom porta a Jane a Londres per tal d'intentar convèncer el seu oncle i benefactor, el jutge Langlois, perquè li doni la seva benedicció per casar-se. Però, el jutge, que havia rebut una carta on se l'informava de la pobra situació econòmica de la família Austen, no ho accepta i avisa a en Tom de què el desheretarà si es casa amb ella. Malgrat tot, Jane insisteix que es poden casar igualment. Però, en Tom li replica que té una família en la qual ha de pensar i davant la seva resposta, decebuda, ella deixa Londres.
En la seva tornada a casa, i després de saber que en Tom es troba en el seu poble amb una nova promesa, Jane li diu al Sr. Wisley que es casarà amb ell. Mentrestant, la germana de Jane, Cassandra, ha rebut una carta en la qual se l'informa de la mort del seu promès, Robert Fowle. Totes dues estan destrossades. Però, Jane es troba de nou amb en Tom en el bosc, on ell li proposa de fugir junts. Al final, ella accepta. No obstant això, quan a la meitat del camí Jane descobreix que els pares i germans de Tom depenen dels diners que ell reb del seu oncle per sobreviure, Jane, malgrat les protestes d'ell, decideix alliberar-lo de la seva relació. De seguida, ella torna a casa amb els seus i comença a escriure la que seria una de les seves millors novel·les Orgull i prejudici.

## Repartiment
| Intèrpret           | Personatge                | Veu en català        |
| ------------------- | ------------------------- | -------------------- |
| Anne Hathaway       | Jane Austen               | Núria Trifol         |
| James McAvoy        | Tom Lefroy                | Toni Mora            |
| Julie Walters       | Sra. Austen               | Rosa Guiñón          |
| James Cromwell      | Rev Austen                | Claudi García        |
| Maggie Smith        | Lady Gresham              | Elsa Fàbregas        |
| Joe Anderson        | Henry Austen              | Albert Roig          |
| Lucy Cohu           | Eliza De Feuillide        | Maria Jesús Lleonart |
| Laurence Fox        | Sr. Wisley                | Carles Di Blasi      |
| Ian Richardson      | Jutge Langlois            | Arseni Corsellas     |
| Anna Maxwell Martin | Cassandra "Cassie" Austen | Marta Barbarà        |
| Leo Bill            | John Warren               | Albert Mieza         |
| Jessica Ashworth    | Lucy Lefroy               | Iris Lago            |
| Eleanor Methven     | Sra. Lefroy               | Teresa Manresa       |
| Michael James Ford  | Sr. Lefroy                | Gal Soler            |
| Tom Vaughan-Lawlor  | Robert Fowle              | Josep Maria Mas      |

## Crítica
A l'abril de 2007, La jove Jane Austen ja havia estat estrenada en el Regne Unit, Irlanda i Austràlia. Per això, la major part de les crítiques van provenir d'aquests tres primers països. Per una banda, els defensors de la pel·lícula van lloar el seu original guió, que derivava de les biografies i cartes de Jane Austen, el seu espectacular vestuari del segle XVIII, la banda sonora d'Adrian Johnston i la sòlida representació dels seus protagonistes. Anne Hathaway i James McAvoy van ser ovacionats per la química que existia entre els seus personatges, cosa que feia més real la història d'amor entre Jane Austen i Tom Lefroy. A més, l'actriu Anne Hathaway també va ser admirada pel fresc estil que va donar a Jane Austen.
Per altra banda, les crítiques negatives es van centrar en l'elecció d'una actriu americana per a interpretar a una molt estimada escriptora britànica, així com en la poca autenticitat de l'accent britànic del personatge. No obstant això, James McAvoy va sortir en defensa d'Anne exposant que per a una pel·lícula s'ha de "trobar a l'actor correcte" i ella (Hathaway) era "indubtablement brillant". A més, McAvoy posteriorment va afegir que Hathaway era "la millor Jane per a la pel·lícula". Malgrat tot, l'actriu Anna Maxwell Martin (representant a Cassandra Austen) va reconèixer que quan les càmeres paraven de rodar, l'accent d'Anne era a vegades una "espècie d'híbrid". La mateixa Anne Hathaway va admetre que tenia una tendència persistent en sonar més com ella mateixa que com a Jane, el qual va implicar que va haver de fer certs retocs de veu en diverses escenes. Tot i així, el director Julian Jarrold va elogiar a l'actriu per la seva total transformació en Jane Austen. Fins i tot, després del rodatge, Jarrold va confessar que aquesta s'havia convertit en una altra persona, "no només pel seu accent sinó també per tot el seu personatge. La forma de comportar-se i de parlar era completament diferent". A més, tant Jarrold com McAvoy van coincidir que Anne els va sorprendre gratament quan van descobrir que l'actriu era una vertadera admiradora de Jane Austen i, encara els va impressionar més quan va demostrar-los el seu coneixement més que adequat sobre l'escriptora.
Amb tot, cal destacar que alguns crítics van qüestionar el rigor històric de la pel·lícula. Per exemple, un pòster promocional ensenyava a Anne (Jane) aguantant una ploma estilogràfica que, en realitat, va començar a utilitzar-se de manera general en el segle xix i no en el segle xviii (època que representa la pel·lícula). Tot i així, els creadors de La jove Jane Austen van explicar que el seu objectiu no era rodar una biografia cinematogràfica, encara que van servir-se de molts fets històrics de la vida de Jane Austen. El co-productor de la pel·lícula, Graham Broadbent, va dir que ells simplement "van dur tots els fets al seu propi terreny Austènic".
Les crítiques sobre el rigor històric de la pel·lícula no van fer més que augmentar l'interès del públic sobre la vida de Jane Austen reflectida en les seves novel·les, cartes i biografies. El vestuari utilitzat per a la pel·lícula va ser exhibit a la casa de Jane Austen, a Chawton, Hampshire (on va viure des del 1809 fins al 1817, uns mesos abans de la seva mort a Winchester) en resposta a la curiositat dels seus seguidors.

## Localitzacions
La jove Jane Austen va ser filmada a Dublín i a la regió rural d'Irlanda (incloent el Comtat de Wicklow), en comptes de Hampshire (Anglaterra), el lloc de naixement de Jane Austen. La pel·lícula va rebre fons de l'Irish Film Board però, com Julian Jarrold va dir, la decisió de filmar a Irlanda va ser deguda al fet que Hampshire estigués més urbanitzat que Irlanda, on era possible trobar un sentit rural més autèntic i inalterable i, per tant, més semblant a aquell en el qual Jane Austen va viure. Irlanda tenia, a més, una gran varietat de cases antigues i d'estil georgià. Fet que va donar a la pel·lícula una interpretació més real i interessant. James McAvoy es va mostrar en tot moment partidari d'aquesta decisió, ja que, com ell mateix va observar, les cases de La jove Jane Austen semblaven més decaigudes que les d'altres pel·lícules de Jane Austen i això aportava a la història un "sentit de realitat i d'austeritat", que destacava amb la riquesa característica de les pel·lícules sobre el període de la Regència.
Curiosament, el vertader Tom Lefroy va passar diversos estius en el Comtat de Wicklow. En Tom es va referir al seu afecte per aquesta terra com el "trànsit de Wicklow". El seu fill Thomas Lefroy va explicar que aquesta era "una paraula manyagosa utilitzada per la familia per la gran admiració que els creava la regió de Wicklow on van passar les seves vacances durant molts anys" (Memoir of Chief Justice Lefroy, 1871, p. 37).
També és interessant el fet que el Cap de Justícia Tom Lefroy passés els tres últims anys de la seva vida a Bray (Comtat de Wicklow, Irlanda), en una casa que va llogar el 1866 i on va morir el 4 de maig de 1869 (Memoir of Chief Justice Lefroy, 1871, p. 382). Bray va ser així mateix una de les destinacions del rodatge de La jove Jane Austen el 2006. Però, no existeix cap prova que els realitzadors sabessin que Bray va ser el darrer lloc on Tom Lefroy va ser ni que tenia uns forts lligams amb el Comtat.

## Banda sonora
De La jove Jane Austen se'n va treure un CD amb la banda sonora que se sent durant tota la pel·lícula. Així, entre els temes que es poden escoltar s'hi troba la música amb la qual la Jane Austen (Anne Hathaway) i en Tom Lefroy (James McAvoy) ballen junts per primera vegada o la que s'escolta durant l'escena del famós torneig de criquet.
La llista de temes és la següent:
1. "First Impressions"
2. "Hampshire"
3. "Bond Street Airs"
4. "Bastingstoke Assembly"
5. "A Game of Cricket"
6. "Selbourne Wood"
7. "Lady Gresham"
8. "Advice From a Young Lady"
9. "Laverton Fair"
10. "To the Ball"
11. "Rose Garden"
12. "Mrs. Radcliffe"
13. "Goodbye Mr. Lefroy"
14. "Distant Lives"
15. "The Messenger"
16. "An Adoring Heart"
17. "Runaways"
18. "A Letter from Limerick"
19. "The Loss of Yours"
20. "To Be Apart"
21. "De vieni non tardar" (de Le nozze di Figaro)
22. "Twenty Years Later"
23. "A Last Reading"

## Premis
- La jove Jane Austen va rebre el Truly Moving Picture Award Arxivat 2008-01-19 a Wayback Machine. el 2007.
- Va guanyar el People's Choice Award del 2007 com la "Pel·lícula Independent Preferida".[9]
- Nominada al Premi Ivor Novello de 2008 a la millor banda sonora.